# Шойрінг
Шойрінг (нім. Scheuring) — громада в Німеччині, розташована в землі Баварія. Підпорядковується адміністративному округу Верхня Баварія. Входить до складу району Ландсберг. Складова частина об'єднання громад Пріттріхінг.
Площа — 21,35 км2. Населення становить 1950 ос. (станом на 31 грудня 2020).

## Галерея

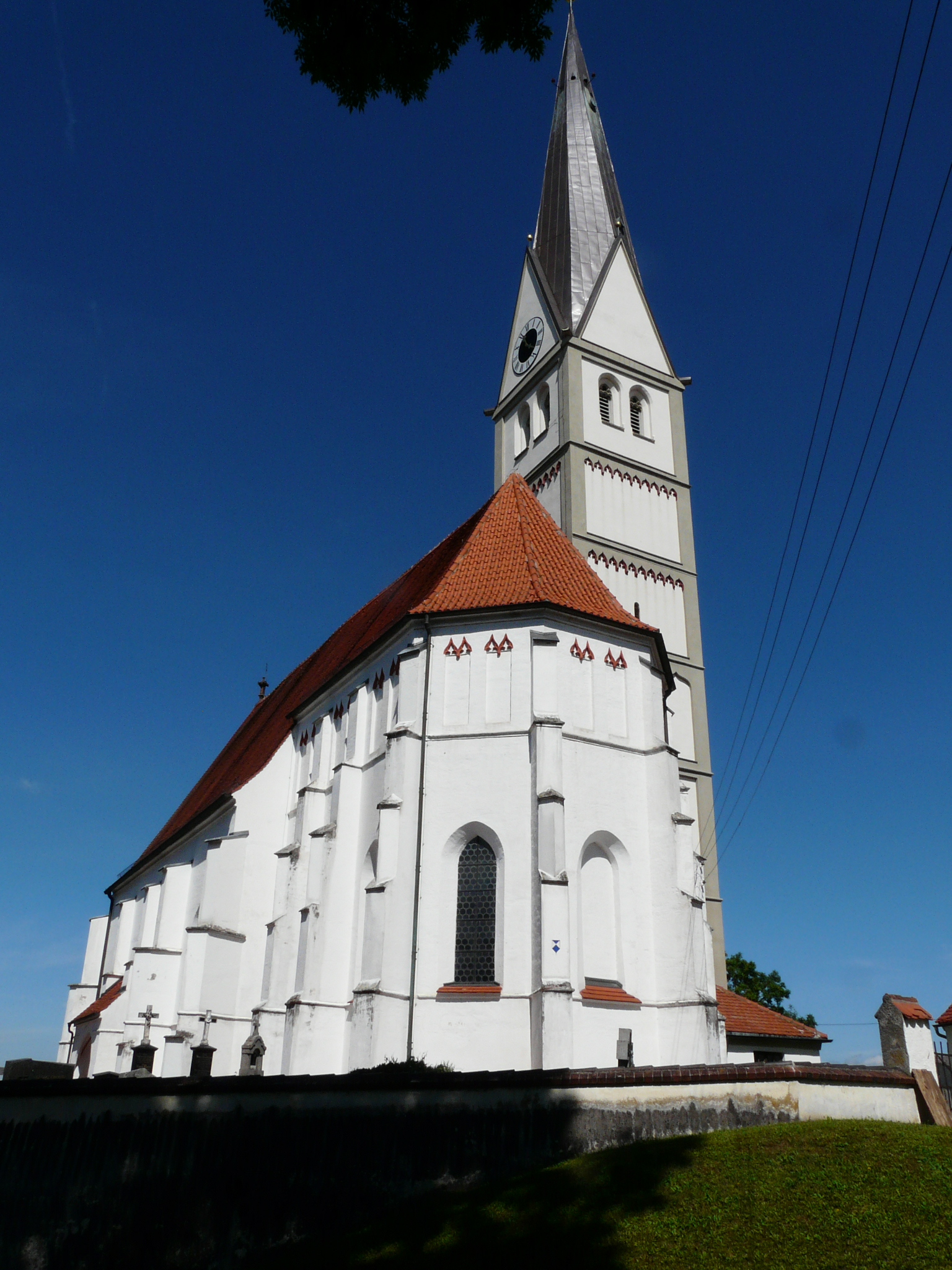